# Andreas Weimann
Andreas Weimann (Bécs, 1991. augusztus 5. –) osztrák válogatott labdarúgó, a Blackburn Rovers játékosa.

## Pályafutása
2024. június 7-én Ralf Rangnick szövetségi kapitány 26 fős keretébe bekerült, amely a 2024-es labdarúgó-Európa-bajnokságra utazott.